# Synagoge (Hilbringen)
Die Hilbringer Synagoge wurde um 1864 in Hilbringen, heute zur Stadt Merzig (Saarland) gehörig, erbaut. 1945 wurde sie zu einem noch heute genutzten Wohnhaus umgebaut.

## Geschichte
Bereits 1850 gab es in Hilbringen einen Betsaal. Um 1864 wurde dann eine Synagoge in der Mittelstraße 20 erbaut. Nach dem Volksentscheid 1935 und dem damit verbundenen Anschluss des Saargebietes an das Deutsche Reich emigrierten alle Mitglieder der jüdischen Gemeinde. Die ungenutzte Synagoge, der Fenster alle eingeworfen waren, wurde 1936 von der Gemeinde übernommen und als Jugendheim genutzt. Nach dem Krieg wurde das Gebäude 1945 zu einem noch heute bestehenden Wohnhaus umgebaut. 1984 wurde an dem Gebäude eine Gedenktafel angebracht.
Die Inschrift lautet:
Zum Gedenken an das ehrwürdige Gotteshaus der Israelitischen Gemeinde Hilbringen. 2. Mai 1984 Stadt Merzig Synagogengemeinde Saar.

## Jüdische Gemeinde Hilbringen
Die ersten Einwohner jüdischen Glaubens siedelten sich 1693 in Hilbringen an. Ihre Toten wurden auf dem jüdischen Friedhof Freudenburg beigesetzt. Ab den 1740er Jahren wurden die Toten auf dem 1748 erstmals urkundlich erwähnten jüdischen Friedhof Merzig beigesetzt. Nachdem die Zahl der Mitglieder der jüdischen Gemeinde 1823 ihren Höchststand erreicht hatte, ging sie langsam zurück. Im Jahr 1867 verlor die Gemeinde, aufgrund der geringen Mitgliederzahl, ihren Status (Minjan) als autonome Gemeinde und wurde der Kultusgemeinde Merzig angeschlossen. Nach dem Volksentscheid 1935 emigrierten alle Mitglieder der jüdischen Gemeinde. Im Jahr 1936 lebten keine Juden mehr in Hilbringen.

### Entwicklung der jüdischen Einwohnerzahl
| Jahr    | Juden  | Jüdische Familien |
| ------- | ------ | ----------------- |
| um 1768 |        | 3                 |
| um 1780 |        | 3                 |
| 1802    |        | 7                 |
| 1823    | 52     |                   |
| 1895    | 36     |                   |
| um 1925 | ca. 30 |                   |
| 1936    | keine  |                   |

Quellen: Hans Leisten: Beitrag zur Geschichte der Hilbringer Juden und Cilli Kasper-Holtkatte: Juden im Aufbruch. Zur Sozialgeschichte einer Minderheit im Saar-Mosel-Raum um 1800
Folgende Mitglieder der jüdischen Gemeinde  Hilbringen wurden während der Zeit des Nationalsozialismus ermordet:
| Name     | Vorname                  | Todeszeitpunkt   | Alter     | Ort des Todes                 | Bemerkung | Quellen |
| -------- | ------------------------ | ---------------- | --------- | ----------------------------- | --- | --- |
| Adler    | Mathilde                 | unbekannt        | unbekannt | Konzentrationslager Auschwitz | 22. Oktober 1940 Deportation in das Internierungslager Gurs. Am 3. November 1942 Deportation vom Internierungslager Rivesaltes über das Sammellager Drancy in das Konzentrationslager Auschwitz | Yad Vashem (Datenbank, Datensatz Nr. 11456874) / Gedenkbuch für die Opfer der NS-Judenverfolgung in Deutschland             |
| Gottlieb | Selma                    | 19. Oktober 1942 | 65 Jahre  | Konzentrationslager Auschwitz | 1942 Deportation ab Durchgangslager Westerbork | Yad Vashem (Datenbank, Datensatz Nr. 4243381 und 11509116) / Gedenkbuch für die Opfer der NS-Judenverfolgung in Deutschland |
| Kahn     | Ida                      | unbekannt        | unbekannt | Konzentrationslager Auschwitz | Deportation am 6. November 1942 von Sammellager Drancy in das Konzentrationslager Auschwitz | Yad Vashem (Datenbank, Datensatz Nr. 11534784) / Gedenkbuch für die Opfer der NS-Judenverfolgung in Deutschland             |
| Salomon  | Friedrich Fritz Frederic | unbekannt        | unbekannt | Konzentrationslager Auschwitz | Deportation am 31. August 1942 von Sammellager Drancy in das Konzentrationslager Auschwitz (Transport 26, Zug 901-21)                                                                           | Yad Vashem (Datenbank, Datensatz Nr. 3215521) / Gedenkbuch für die Opfer der NS-Judenverfolgung in Deutschland              |
| Wallach  | Elise                    | unbekannt        | unbekannt | Ghetto Riga                   | Deportation ab Hannover am 15. Dezember 1941 in das Ghetto Riga | Yad Vashem (Datenbank, Datensatz Nr. 11515923) / Gedenkbuch für die Opfer der NS-Judenverfolgung in Deutschland             |